# Hoằng Phú
Hoằng Phú là một xã thuộc tỉnh Thanh Hóa, Việt Nam.
Xã Hoằng Phú có diện tích 7,84 km², dân số năm 1999 là 10412 người, mật độ dân số đạt 1328 người/km².
Từ ngày 16 tháng 6 năm 2025 theo Nghị quyết số 1686/NQ-UBTVQH15  của Ủy ban Thường vụ Quốc hội,  sáp nhập  toàn bộ diện tích tự nhiên, quy mô dân số của các xã Hoằng Quý, Hoằng Kim, Hoằng Trung và Hoằng Phú thuộc huyện Hoằng Hóa  thành xã mới có tên gọi là xã Hoằng Phú. Xã này chính thức hoạt động từ ngày 01 tháng 7 năm 2025.

## Đình Phú Khê
Đình làng Phú Khê ở xã Hoằng Phú thờ hai anh em là tướng nhà Đinh có tên Chu Minh và Chu Tuấn có công giúp Đinh Bộ Lĩnh đánh dẹp loạn 12 sứ quân